# Jack Johnson (acteur)
Jack Johnson (Los Angeles, 7 april 1987) is een Amerikaans acteur.
Johnson verwierf wereldwijde erkenning door zijn vertolking van de rol van Will Robinson in de film 'Lost in Space' uit 1998. Voor die rol werd hij ook genomineerd voor de Saturn Award voor beste jonge acteur, maar laureaat voor die prijs in juni 1999 werd uiteindelijk Tobey Maguire voor diens rol in Pleasantville.
Van 2002 tot 2004 leende hij zijn stem aan de animatieserie Fillmore! van de zender ABC. Daarna besloot hij zich te wijden aan studie en muziek in plaats van acteren.
Johnson is een kleinzoon langs vaderszijde van de scenarist Nunnally Johnson.
- Library of Congress Control Number: no98118180
- Virtual International Authority File: 75941753
- WorldCat: E39PBJmtFjxTkQB3cKFrGFVt8C